# Gnetum gnemon

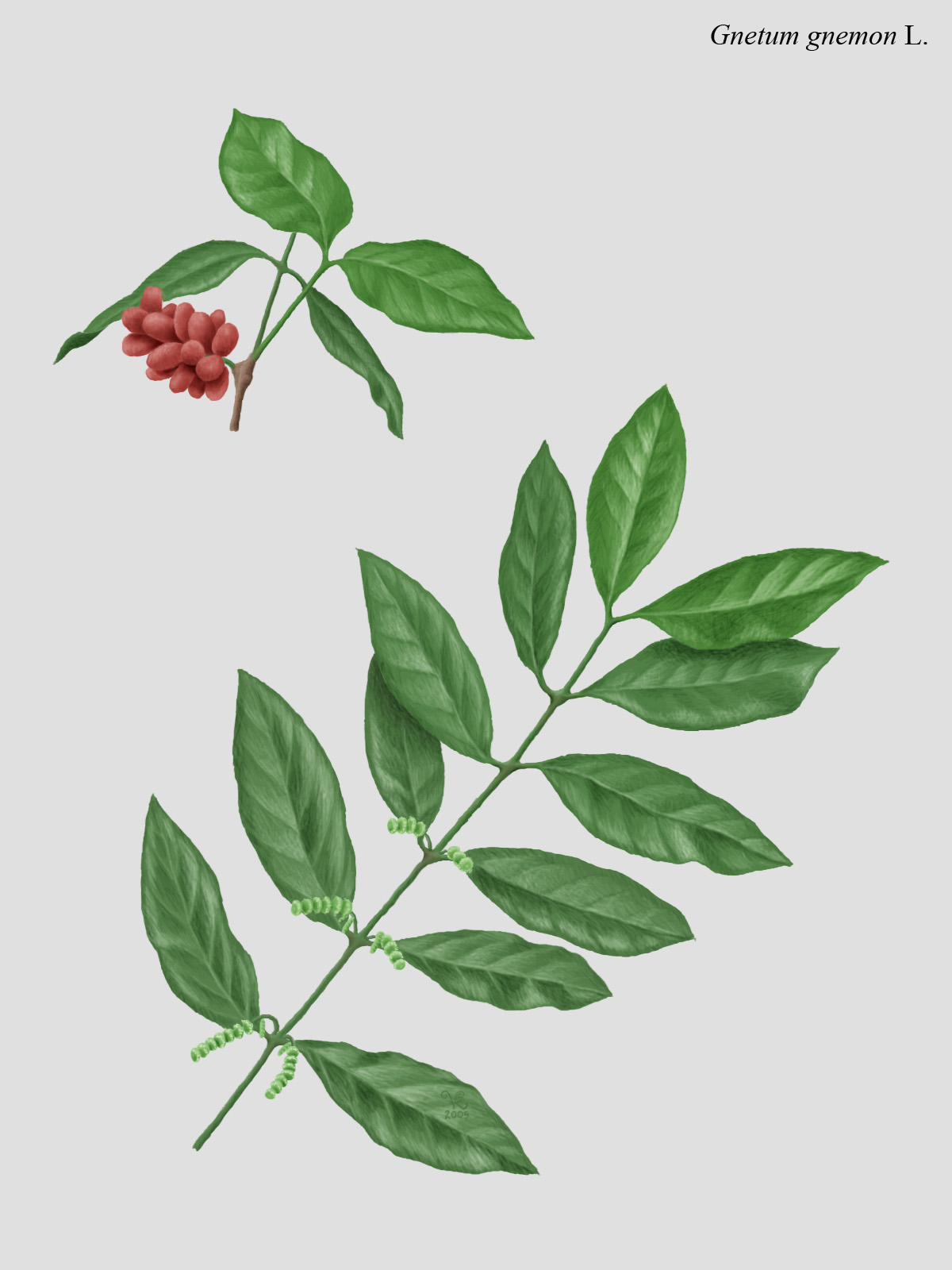
Gnetum gnemon

Gnetum gnemon és una espècie de gimnosperma de la divisió Gnetophyta, família Gnetaceae, nativa del sud-est d'Àsia i les illes de l'oest del Pacífic des d'Assam a Indonèsia i de Malàisia a les Filipines i Fiji.

## Característiques
És un arbre de mida petita a mitjana que fa de 15 a 20 m d'alt. Les fulles són persitents i oposades de 8–20 cm de llarg i 3–10 cm d'amplada, enteres. El fruit és com un estròbil, té poca pell i una gran nou de 2–4 cm de llargada.
Els estròbils pesen uns 5,5 g, la llavor sola 3,8 g. Els estròbils maduren principalment de juny a setembre a les Filipines. L'estròbil vermell se'l mengen els ocells, els mamífers i els rèptils.

## Usos

Estructura dímera del resveratrol

A indonèsia en diuen "melinjo" i és molt usat en la cuina indonèsia. Es fan servir com aliment les llavors, les flors i les fulles.
Aquesta planta és cultivada a la regió Aceh. Se'n fan crackers.
Recentment els científics japonesos han descobert que Gnetum gnemon no és la causa de la malaltia de la gota (per àcid úric).

## Fitoquímics
Recentment, s'ha descobert que els estròbils de melinjo són rics en un dímer de resveratrol el qual té propietats antibacterianes i antioxidants, funciona com conservador alimentari i incrementa els gustos.